# Condado de Cumberland (Kentucky)
O Condado de Cumberland é um dos 120 condados do Estado americano de Kentucky. A sede do condado é Burkesville, e sua maior cidade é Burkesville. O condado possui uma área de 805 km² (dos quais 13 km² estão cobertos por água), uma população de 7 147 habitantes, e uma densidade populacional de 9 hab/km² (segundo o censo nacional de 2000). O condado foi fundado em 1799. O condado proíbe a venda de bebidas alcoólicas.